# Пелешац
Пелешац (на хърватски: Pelješac; на италиански: Sabioncello) е полуостров на далматинското крайбрежие в южната част на Хърватия, с дължина от 70 км и ширина от 3 до 8 km.
Многоподобен на далматински остров, Пелешац го отделя от континентална Далмация тесен провлак, където се намира град Стон. От Далмация полуострова, също така, го отделя на северозапад залива на река Неретва, както и на югоизток от остров Млет – друг проток.
На югозапад до самия полуостров е остров Корчула, от който го разделя изключително тесен, но дълбок трети проток. Най-високата точка на полуострова е връх Св. Илия (961 m), в подножието на който е град Оребич. В административно отношение, полуострова е разделен на четири общини, включени в Дубровнишко-неретванска жупания, към която спадат и съседните два по-големи южнодалматински острова – Млет и Корчула.
На полуострова Оребич е било второто по големина пристанище в Далмация през 19 век – след Фиуме. Пелешац е най-известен с крепостната стена на Стон и солниците си, които тя е защитавала. Полуострова е бил продаден от цар Стефан Душан на Дубровнишката република.